# Carlos Malpica
Carlos Alberto Malpica Silva-Santisteban (Chota, 26 de octubre de 1929 - Lima, 15 de noviembre de 1993) fue un ingeniero agrónomo, escritor y político peruano. Fue senador de la república durante 3 periodos y diputado en 2 ocasiones.

## Biografía
Nació en la ciudad de Chota, ubicado en el Departamento de Cajamarca, el 26 de octubre de 1929. Fue hijo de Carlos Malpica Rivarola y de María Elena Silva-Santisteban, descendiente de una familia vinculada al aprismo.
Realizó sus estudios primarios y secundarios en el Colegio Militar Leoncio Prado. Luego ingresó a la Universidad Nacional Agraria La Molina en la ciudad de Lima, donde estudió la carrera de ingeniería agrónoma.
Fue firme defensor de la reforma agraria y de los recursos naturales.

## Carrera política
Se inició en la política como militante del Partido Aprista Peruano liderado por Víctor Raúl Haya de la Torre.

### Diputado por Cajamarca
Su primera participación fue en las elecciones generales de 1956, donde luego logró ser elegido como diputado de la república, en representación del Departamento de Cajamarca, por el Partido Aprista Peruano para el periodo parlamentario 1956-1962.
Malpica luego renunció al partido tras su alianza con el partido de Manuel Odría y formó parte del APRA Rebelde en 1958, donde pasó a la oposición y abogó la reformar agraria y la nacionalización del petróleo. Luego fundó el Movimiento de Izquierda Revolucionaria en 1962.
Estuvo bajo prisión en 1965 en la Isla El Frontón por una presunta participación en el conato guerrillero que dirigió Luis de la Puente Uceda. Luego en 1975, durante el gobierno militar liderado por Juan Velasco Alvarado, Malpica fue deportado a Argentina y tras su regreso al Perú, fue perseguido por el gobierno de Francisco Morales Bermúdez donde permaneció por un tiempo en la clandestinidad casi un año.
Fundó la Unidad Democrático Popular (UDP).

### Diputado Constituyente
En las elecciones constituyentes de 1978, Malpica participa como candidato a la Asamblea Constituyente convocada por Francisco Morales Bermúdez. Resultó elegido como constituyente para el periodo 1978-1980, con 8,365 votos.
En su gestión, Malpica fue miembro de la Comisión Constitucional, encargada de la redacción de la Constitución Política de 1979.

### Senador de la República
Participó sin éxito en las elecciones generales de 1980 como candidato presidencial junto a Edmundo Murrugarra y César Lévano. Sin embargo, logró ser elegido como senador por la UDP para el periodo 1980-1985.
Para las elecciones parlamentarias de 1985, Malpica se afilió al Partido Unificado Mariateguista y dicho partido se unió a la Izquierda Unida, alianza de partido izquierdistas que tenían como candidato presidencial al histórico Alfonso Barrantes. En dichas elecciones, Malpica fue reelegido senador, con 45,747 votos, para el periodo 1985-1990. Fue reelegido en las elecciones de 1990 con 25,779 votos para el periodo 1990-1995, sin embargo, su cargo fue disuelto debido al autogolpe de Estado decretado por Alberto Fujimori el 5 de abril de 1992. Malpica participó junto a varios diputados en protestas con el golpe fujimorista.
Carlos Malpica también fue opositor a Sendero Luminoso, en donde fue víctimas de agresiones y calificado por Abimael Guzmán como "sirviente del estado burocrático-terrateniente".

## Fallecimiento
El 15 de noviembre de 1993, Carlos Malpica falleció a los 64 años en la ciudad de Lima. Fue homenajeado por el Congreso de la República y por parte de la Izquierda peruana.

## Obras
- Los dueños del Perú (1965)
- Guerra o muerte al latifundio (1965)
- Crónica del hambre en el Perú (1966)
- El mito de la ayuda exterior (1967)
- El desarrollismo en el Perú: década de esperanzas y fracasos, 1961-1971 (1975)
- Anchovetas y tiburones (1976)
- El anti imperialismo y el APRA y los contratos petroleros (1986)
- El poder económico en el Perú: Empresas de capital extranjero (1989)
- La verdad sobre el gas de Camisea (1989)
- Pájaros de Alto Vuelo: Alan García, el BCCI y los Mirage (1993)